# 圣夏尔拉福雷
圣夏尔拉福雷（法語：Saint-Charles-la-Forêt，法語發音：[sɛ̃ ʃaʁl la fɔʁɛ]）是法国马耶讷省的一个市镇，位于该省东南部，属于贡捷堡区。

## 地理
圣夏尔拉福雷（47°54'59"N, 0°33'20"W）面积10.61 平方千米，位于法国卢瓦尔河地区大区马耶讷省，该省份为法国西北部内陆省份，北起芒什省和奧恩省，西接伊勒-维莱讷省，南至曼恩-卢瓦尔省，东临萨尔特省。
与圣夏尔拉福雷接壤的市镇（或旧市镇、城区）包括：曼恩地区勒比尼翁、布埃尔、勒比雷、格雷昂布埃尔、梅莱迪迈讷、吕耶-弗鲁瓦丰、热讷-隆格菲。

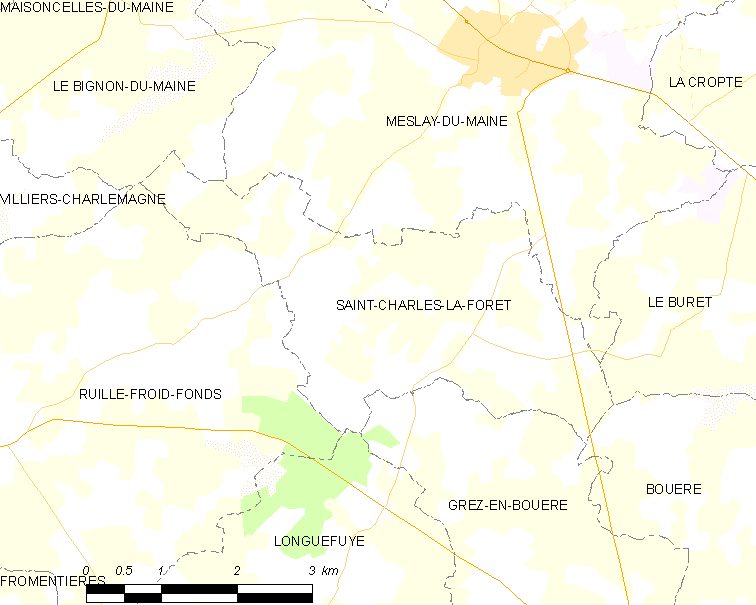
圣夏尔拉福雷的OSM定位图

圣夏尔拉福雷的时区为UTC+01:00、UTC+02:00（夏令时）。

## 行政
圣夏尔拉福雷的邮政编码为53170，INSEE市镇编码为53206。

## 政治
圣夏尔拉福雷所属的省级选区为梅莱迪迈讷县。

## 人口

1962-2008年间圣夏尔拉福雷人口变化图示

圣夏尔拉福雷于2022年1月1日时的人口数量为219人。